# NGC 3138
NGC 3138 ist eine Spiralgalaxie vom Hubble-Typ Sbc im Sternbild Hydra südlich der Ekliptik. Sie ist schätzungsweise 341 Millionen Lichtjahre von der Milchstraße entfernt und hat einen Durchmesser von etwa 120.000 Lj.

Im selben Himmelsareal befinden sich u. a. die Galaxien NGC 3133, NGC 3139, NGC 3143, NGC 3145.
Das Objekt wurde im Jahr 1886 von Francis Preserved Leavenworth entdeckt.